# Рокаланцона (Парма)
Рокаланцона је насеље у Италији у округу Парма, региону Емилија-Ромања.
Према процени из 2011. у насељу је живело 37 становника. Насеље се налази на надморској висини од 245 м.